# SBB B 3/4
Die SBB B 3/4 ist ein Dampflokomotivtyp der Schweizerischen Bundesbahnen, der in insgesamt 69 Exemplaren von der Schweizerischen Lokomotiv- und Maschinenfabrik (SLM) in Winterthur gebaut wurde. Die Nummerierung der Maschinen lautet 1301–1369. Die beiden Prototypen Nummer 1301–1302 mit Baujahr 1905 markierten den Beginn des Zeitalter der Heissdampflokomotiven in der Schweiz. Das Einsatzgebiet dieser mit einem Zwillingstriebwerk ausgerüsteten 69 Lokomotiven waren Personen- und Gemischtzüge auf dem gesamten Netz der SBB. Ein Exemplar die B 3/4 1376 ist bei SBB Historic betriebsfähig erhalten.

## Geschichte
Mit dem Zusammenschluss der fünf grossen Privatbahnen Jura-Simplon-Bahn JS, der Schweizerischen Centralbahn SCB, der Nordostbahn NOB und der Vereinigten Schweizerbahnen VSB im Jahre 1902 und der Gotthardbahn GB 1909, gelangten eine grosse Zahl Dampflokomotiven verschiedener Herkunft (gebaut in Frankreich, Deutschland und in der Schweiz), Gattungen und Leistungsklassen in den Bestand der Schweizerischen Bundesbahnen. Dabei handelte es sich um traditionell mit Nassdampf betriebene Triebfahrzeuge. Die jungen SBB waren bestrebt, die älteren Maschinen durch neue Lokomotiven zu ersetzen, welchen den gestiegenen Anforderungen des Betriebs gewachsen sind. Noch im Gründungsjahr erteilte die SBB der Schweizerischen Lokomotiv- und Maschinenfabrik SLM in Winterthur den Auftrag zur Nachlieferung einer stattlichen Zahl an Schnellzug-, Personen- und Lokal- sowie Güterzuglokomotiven. Dabei referenzierte die SBB auf die von den Vorgängerbahnen JS, SCB und NOB letztbestellten Lokgattungen. Zudem sollte die SLM stärkere Dampflokomotivtypen mit vier Kuppelachsen erarbeiten.

### Heissdampflokomotiven in der Schweiz
Kurz vor der Jahrhundertwende 1900 erprobte und verwirklichte der deutsche Ingenieur Dr. Wilhelm Schmidt den Überhitzer. Von der in Deutschland aufkommenden und den thermischen Wirkungsgrad der Dampfmaschinen stark verbessernde Technik inspiriert, beauftragte die SBB die SLM zudem zur Ausarbeitung von Heissdampflokomotiven verschiedenster Baugrössen und Triebwerksanordnungen. Darunter fielen Triebwerke mit einfacher Dampfdehnung als Zwilling und Drilling und in Vierzylinder-Verbundwirkung. Schon 1905 lieferte die SLM den SBB, als Frucht dieser Ausarbeitung, zwei Prototyplokomotiven einer 3/4-gekuppelten Schlepptenderlokomotive mit Zwillingstriebwerk. Sie waren die ersten Heissdampflokomotiven der Schweiz.
Damit die Leitung, das Verhalten und die Handhabe des Fahrzeugs, sowie der Kohlenverbrauch und die Unterhaltskosten der neuen Heissdampf-Schlepptenderlokomotive mit bestehenden Fahrzeugen gleicher Dimension verglichen werden konnte, diente die B 3/4 des Typs JS als Vorbild. Trotz der optischen Ähnlichkeit unterscheiden sich die Zwilling-Heissdampf-B 3/4 von den Dreizylinder-Nassdampf B 3/4.

## Konstruktion
Die in Anschluss an die Lokomotiven B 3/4 1676-1747 bestellten Heissdampfprototypen orientierten sich an den B 3/4 1600 in Sachen Radstand der Triebachsen, Raddurchmesser, Kessel und Kesselabmessungen sowie Sicherheitsventile nach Bauart Ramsbottom, Kipprosten, Dampfdomregulator, Durchmesser des Hochdruckzylinders und Kolbenhub der Aussenzylinder, sowie Lokgewicht und Höchstgeschwindigkeit.
Als wichtigstes Element und grösste Änderung ist der vielteilige Schmidt’sche Überhitzer zu erwähnen. Dank der Anwendung des Überhitzers konnte der Kesseldruck auf 12 Atm Dampfdruck gegenüber 14 Atm bei den B 3/4 1600 gesenkt werden.
Ins Gewicht fallen ausserdem das Zwillingstriebwerk, welches den mittleren Hochdruckzylinder und die Kropfachse überflüssig macht, jedoch nur einen Antrieb auf die zweite Kuppelachse erlaubt. Infolge des geänderten Triebwerks musste der Kessel höher angeordnet werden. Die Radsätze kamen somit vollständig unterhalb des Umlaufblechs zu stehen und die bei den JS-Lokomotiven charakteristischen Radsatzbleche fielen weg. Zudem wurde das Umlaufblech durchgehend auf einer Höhe über den Zylinderblock gezogen. Kurz hinter der Rauchkammertür wurde dieses Blech geschwungen abgeschlossen.
Der vom Dampfdom kommende Nassdampf passiert via den Regulator und das Verbindungsrohr die Nassdampfkammer des Überhitzungskopfes. Der Überhitzungskopf befindet sich in der Rauchkammer des Dampfkessels. Von dort strömt der Nassdampf zweimal in dünnen Rohren der Überhitzungselemente durch die insgesamt 18 Rauchrohre hin und her. Dabei wird der Nassdampf von den Heizgasen bis auf 350 °C überhitzt. Von den Überhitzungselementen gelangt der Heissdampf in die Heissdampfkammer des voran genannten Überhitzungskopfes und von da an in die Einströmrohre zu den Zylindern. Dank diesem Verfahren konnte das Dampfvolumen markant gesteigert und gleichzeitig die Erzeugung von Wasserdampf reduziert werden. Die Zugkraft wurde auf 8300 kg und die indizierte Leistung auf 1050 PS gemessen.
Die Zwillingsmaschine mit zwei identischen Hochdruckzylindern von 540 mm Durchmesser wiesen die bewährte Steuerung nach Heusinger/Walschaerts auf. Neu kamen Kolbenschieber und die Innenkant-Einströmung zum Einsatz. Die Kolbenstangen durch den Zylinder durchgeführt. Die wegen der Kolbenschieber kleineren Kräfte für die Schiebersteuerung ermöglichten ein etwas leichteres Gestänge für die Steuerung. Gegen Wasserschlaggefahr waren an allen Zylinderdeckeln Sicherheitsventile vorhanden.
Der nur 25 mm dicke Innenrahmen war zwischen den Zylindern durch einen Stahlgussrahmen genügend versteift. Die Tragfedern der beiden hinteren Kuppelachsen waren unter, diejenigen der vorderen Kuppelachse über den Achslagern angebracht und durch Ausgleichhebel verbunden. Während die beiden Prototypenlokomotiven eine Adam'sche Vorlaufachse erhielten, kam bei der Serienbestellung das kombinierte Helmholtz-Winterthur-Gestell zur Anwendung. Dieses ermöglichte dank genügend Seitenspiel für die Laufachse und die erste Kuppelachse einen sanften Kurvenlauf.
Die Lokomotiven Nrn. 1301-1308 erhielten einen Langer'schen Rauchverzehrer, währenddem die übrigen Nrn 1309-1369 den vereinfachten SBB-Rauchverbrenner erhielten. Von aussen sichtbar war der entsprechende Rauchverbrenner durch zwei, respektive einen Messingring am Kamin.
Für das Lokpersonal stand ein nach hinten offenes Führerhaus mit hohem, stark bombiertem Dach zur Verfügung. Die Westinghouse-Druckluftbremse wirkte achtklötzig auf die beiden hinteren Triebräder und zwölfklötzig auf die Tenderräder. Zudem besassen alle Lokomotiven eine Regulierbremse und eine Spindelbremse. Die Betätigung der Sandstreuvorrichtung fand mit Handzug nach Prinzip Gresham und mit Druckluft nach System Leach statt und wirkte auf die ersten beiden Kuppelachsen. Für den Lokführer wurden Geschwindigkeitsmesser nach Hasler eingebaut, wobei die Lokomotiven 1358-1363 einen Geschwindigkeitsmesser nach Klose erhielten.
Der dreiachsige Tender der Lokomotiven 1301-1349 war identisch mit demjenigen der Dreizylinder B 3/4 1691-1747. Für die Lokomotiven 1350-1369 kam der Schlepptender Bauart C 4/5 und C 5/6 zur Anwendung, jedoch mit einem reduzierten Fassungsvermögen von 16 m3 Wasser und 6 t Kohlen.
Für die Heissdampf-B 3/4 wurden folgende Belastungsnormen festgelegt:
- 400 t für Personenzüge und 1000 t für Güterzüge auf ebener Bahn
- 350 t für Personenzüge und 550 t für Güterzüge auf einer Steigung von 10 ‰
- 165 t für Güterzüge auf einer Steigung von 27 ‰

## Einsatz

### Prototyplokomotiven
Die Heissdampfmaschinen hoben sich gegenüber den Dreizylindermaschinen in Sachen Leistung und Zugkraft, das mit einer 3/4-gekuppelten Lokomotive erreichbar Mögliche, Beweglichkeit, Wirtschaftlichkeit und im Unterhalt hervor. Einziges Manko ist der Lauf unter Dampf, da das Zwillingstriebwerk systembedingt hart und stossend läuft.
In Anschluss an die Bestellung der letzten Dreizylindermaschinen, bestellte die SBB nahtlos 67 Serienlokomotiven mit dem erprobten Heissdampftriebwerk.

### Einsatz im Alltag
Die Kreiszuteilung der 69 Lokomotiven gestaltete sich folgendermassen (in Klammern der Kreisverwaltungsort):
- 1301–1304, 1333–1340, 1353–1358, 1368–1369: Kreis I (Lausanne)
- 1305–1308, 1313–1322: Kreis II (Basel)
- 1309–1312, 1323–1332, 1350–1352: Kreis III (Zürich)
- 1341–1349, 1364–1367: Kreis IV (St. Gallen)
- 1359–1363: Kreis V (Luzern)

Der Unterhalt der Lokomotiven im Kreis I wurde in Yverdon und der Lokomotiven in den Kreisen II bis V in Olten vorgenommen
Das Einsatzgebiet dieser Lokomotiven erstreckte sich über Personen-, Lokal und Gemischtzüge bis hin zu kurzen Expresszügen (Fern- und Nachtzüge).

### Umbauten
Die Lokomotiven 1359 und 1360 erhielten im Jahre 1924 eine Dabeg-Fahrspeisepumpe in Verbindung mit Einspritzvorwärmer für das Speisewasser. Schon 1929 wurden die Dabeg-Pumpen durch Abdampf-Injektoren nach Bauart Friedmann ersetzt. Gleichzeitig erhielten die Lokomotiven 1305, 1329, 1344, 1366 und 1368 den gleichen Abdampf-Injektor.
Alle Lokomotiven behielten ihren ersten Kessel bis zur Ausrangierung.

## Verbleib

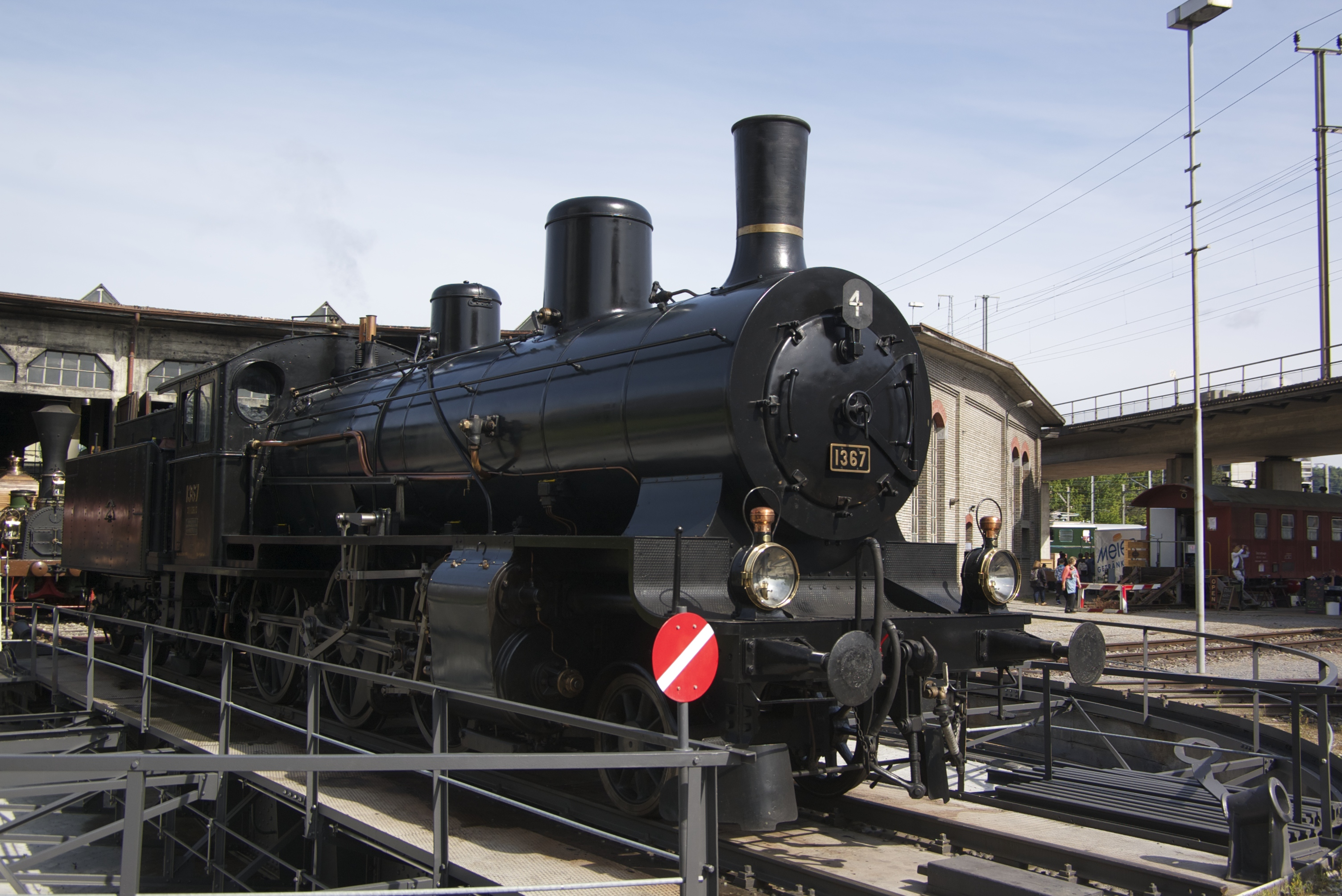
B 3/4 Nr. 1367 auf der Drehscheibe im Depot Brugg.

Die Heissdampf-B 3/4 wurden nach rund 30 Betriebsjahren ausrangiert. Eingeleitet hat dies die Lok Nr. 1302 im Jahre 1934. Das Gros der Lokomotiven wurde zwischen 1940 und 1955 aus dem Verkehr gezogen, wobei die letztgebauten vier Unterserien (Baujahre 1911-1916) bereits ab Mitte bis Ende der 1930er Jahre aus dem Betrieb schieden.
Die Lokomotive 1349 wurde 1953 nach dem Unfall in Seuzach noch vor Ort verschrottet. Sie stiess als Zuglok eines Güterzuges am 13. April 1953 auf einem handbedienten Bahnübergang mit einem Lastwagenanhänger zusammen. Dabei entgleiste sie und stürzte den Bahndamm hinunter, wonach sie auf der Seite liegend zum Stillstand kam.
Als letzte Lokomotive schied im Alter von rund 50 Jahren 1964 die Lok Nr. 1367 aus dem Betrieb. Sie hat als einzige Lok der Serie den Schneidbrenner überlebt und steht heute betriebsbereit im Bestand der Stiftung Historisches Erbe der SBB (SBB Historic).
| SBB-Nummer | SLM-Fabriknummer | Baujahr | Ausrangierung | Verbleib               | Bemerkungen                                                                        |
| ---------- | ---------------- | ------- | ------------- | ---------------------- | ---------------------------------------------------------------------------------- |
| 1301       | 1634             | 1905    | 1949          | Abbruch                | - Ab Nr. 1301 Langer'scher Rauchverbrenner                                         |
| 1302       | 1635             | 1905    | 1934          | Abbruch                |                                                                                    |
| 1303       | 1788             | 1907    | 1953          | Abbruch                |                                                                                    |
| 1304       | 1789             | 1907    | 1953          | Abbruch                |                                                                                    |
| 1305       | 1790             | 1907    | 1950          | Abbruch                | - 1929 Einbau Abdampf-Injektor                                                     |
| 1306       | 1791             | 1907    | 1951          | Abbruch                |                                                                                    |
| 1307       | 1792             | 1907    | 1953          | Abbruch                |                                                                                    |
| 1308       | 1793             | 1907    | 1949          | Abbruch                |                                                                                    |
| 1309       | 1794             | 1907    | 1953          | Abbruch                | - Ab Nr. 1309 vereinfachter SBB-Rauchverbrenner                                    |
| 1310       | 1795             | 1907    | 1954          | Abbruch                |                                                                                    |
| 1311       | 1796             | 1907    | 1953          | Abbruch                |                                                                                    |
| 1312       | 1797             | 1907    | 1961          | Abbruch                |                                                                                    |
| 1313       | 1860             | 1907    | 1954          | Abbruch                |                                                                                    |
| 1314       | 1861             | 1907    | 1953          | Abbruch                |                                                                                    |
| 1315       | 1862             | 1907    | 1949          | Abbruch                |                                                                                    |
| 1316       | 1863             | 1907    | 1953          | Abbruch                |                                                                                    |
| 1317       | 1864             | 1907    | 1949          | Abbruch                |                                                                                    |
| 1318       | 1865             | 1907    | 1953          | Abbruch                |                                                                                    |
| 1319       | 1866             | 1907    | 1950          | Abbruch                |                                                                                    |
| 1320       | 1867             | 1907    | 1952          | Abbruch                |                                                                                    |
| 1321       | 1868             | 1907    | 1934          | Abbruch                |                                                                                    |
| 1322       | 1869             | 1907    | 1952          | Abbruch                |                                                                                    |
| 1323       | 1956             | 1909    | 1953          | Abbruch                |                                                                                    |
| 1324       | 1957             | 1909    | 1954          | Abbruch                |                                                                                    |
| 1325       | 1958             | 1909    | 1953          | Abbruch                |                                                                                    |
| 1326       | 1959             | 1909    | 1953          | Abbruch                |                                                                                    |
| 1327       | 1960             | 1909    | 1954          | Abbruch                |                                                                                    |
| 1328       | 1961             | 1909    | 1951          | Abbruch                |                                                                                    |
| 1329       | 1962             | 1909    | 1960          | Abbruch                | - 1929 Einbau Abdampf-Injektor                                                     |
| 1330       | 1963             | 1909    | 1951          | Abbruch                |                                                                                    |
| 1331       | 1964             | 1909    | 1953          | Abbruch                |                                                                                    |
| 1332       | 1965             | 1909    | 1954          | Abbruch                |                                                                                    |
| 1333       | 2046             | 1909    | 1947          | Abbruch                |                                                                                    |
| 1334       | 2047             | 1909    | 1954          | Abbruch                |                                                                                    |
| 1335       | 2048             | 1909    | 1944          | Abbruch                |                                                                                    |
| 1336       | 2049             | 1909    | 1953          | Abbruch                |                                                                                    |
| 1337       | 2050             | 1909    | 1954          | Abbruch                |                                                                                    |
| 1338       | 2051             | 1909    | 1949          | Abbruch                |                                                                                    |
| 1339       | 2052             | 1909    | 1953          | Abbruch                |                                                                                    |
| 1340       | 2053             | 1909    | 1954          | Abbruch                |                                                                                    |
| 1341       | 2054             | 1909    | 1953          | Abbruch                |                                                                                    |
| 1342       | 2055             | 1909    | 1943          | Abbruch                |                                                                                    |
| 1343       | 2056             | 1909    | 1949          | Abbruch                |                                                                                    |
| 1344       | 2057             | 1909    | 1949          | Abbruch                | - 1929 Einbau Abdampf-Injektor                                                     |
| 1345       | 2058             | 1909    | 1949          | Abbruch                |                                                                                    |
| 1346       | 2059             | 1909    | 1959          | Abbruch                |                                                                                    |
| 1347       | 2060             | 1909    | 1944          | Abbruch                |                                                                                    |
| 1348       | 2061             | 1909    | 1955          | Abbruch                |                                                                                    |
| 1349       | 2062             | 1909    | 1953          | Abbruch                | - Nach Kollision in Seuzach vor Ort verschrottet                                   |
| 1350       | 2150             | 1911    | 1934          | Abbruch                | - Ab Nr. 1350 Anwendung Tender Typ C 4/5 und C 5/6                                 |
| 1351       | 2151             | 1911    | 1934          | Abbruch                |                                                                                    |
| 1352       | 2152             | 1911    | 1935          | Abbruch                |                                                                                    |
| 1353       | 2153             | 1911    | 1938          | Abbruch                |                                                                                    |
| 1354       | 2154             | 1911    | 1935          | Abbruch                |                                                                                    |
| 1355       | 2155             | 1911    | 1937          | Abbruch                |                                                                                    |
| 1356       | 2156             | 1911    | 1943          | Abbruch                |                                                                                    |
| 1357       | 2353             | 1913    | 1943          | Abbruch                |                                                                                    |
| 1358       | 2354             | 1913    | 1957          | Abbruch                |                                                                                    |
| 1359       | 2355             | 1913    | 1959          | Abbruch                | - 1924 Einbau Dabeg-Fahrspeisepumpe, 1929 ausgebaut - 1929 Einbau Abdampf-Injektor |
| 1360       | 2356             | 1913    | 1948          | Abbruch                | - 1924 Einbau Dabeg-Fahrspeisepumpe, 1929 ausgebaut - 1929 Einbau Abdampf-Injektor |
| 1361       | 2357             | 1913    | 1955          | Abbruch                |                                                                                    |
| 1362       | 2358             | 1913    | 1938          | Abbruch                |                                                                                    |
| 1363       | 2359             | 1913    | 1943          | Abbruch                |                                                                                    |
| 1364       | 2483             | 1914    | 1957          | Abbruch                |                                                                                    |
| 1365       | 2484             | 1914    | 1938          | Abbruch                |                                                                                    |
| 1366       | 2485             | 1914    | 1938          | Abbruch                | - 1929 Einbau Abdampf-Injektor                                                     |
| 1367       | 2557             | 1916    | 1964          | Historische Lokomotive | - Als betriebsfähige Lokomotive erhalten                                           |
| 1368       | 2558             | 1916    | 1949          | Abbruch                | - 1929 Einbau Abdampf-Injektor                                                     |
| 1369       | 2559             | 1916    | 1938          | Abbruch                |                                                                                    |